# RGB-Farbraum
Ein RGB-Farbraum ist ein additiver Farbraum, der Farbwahrnehmungen durch das additive Mischen dreier Grundfarben (Rot, Grün und Blau): nachbildet. Das Farbsehen des Menschen ist von drei Zapfentypen geprägt. Dieser Farbraum basiert im Prinzip auf der Dreifarbentheorie.

## Grundlagen

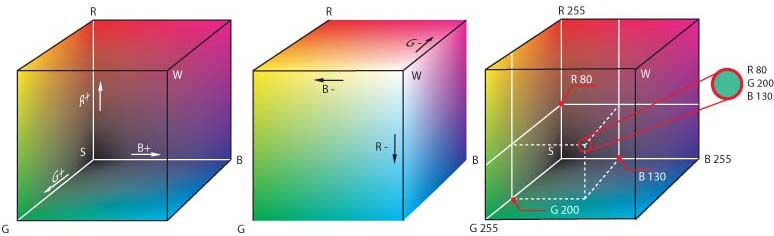
Der RGB-Farbraum lässt sich als linearer Raum, anschaulich als Farbwürfel, darstellen.

Nach ersten Untersuchungen und Überlegungen zum Phänomen „Farbsehen“ im 18. Jahrhundert führten vor allem wissenschaftliche Untersuchungen im 19. Jahrhundert zu ersten quantitativen Theorien. Eine davon ist die Dreifarbentheorie. Danach können fast alle Farbreize durch das Mischen dreier Primärfarben nachgebildet werden. Das aus den drei Primärfarbreizen zusammengesetzte Lichtspektrum kann sich vom Spektrum des ursprünglichen Reizes stark unterscheiden, ohne dass das menschliche Auge einen Unterschied wahrnimmt: die beiden Farbreize sind metamer. Können beide Farbreize nicht unterschieden werden, so ist es nicht nötig die genaue spektrale Verteilung für eine Rekonstruktion der Farbtöne zu speichern. Um diesen Farbreiz nachzubilden, reicht es aus, ein Zahlentripel zu speichern, das die Menge an rotem, grünem und blauem Licht beschreibt. Genau so wird eine Farbe im RGB-Raum beschrieben. Ist ein Rot, ein Grün und ein Blau in maximaler Intensität definiert, so können der Rotanteil R, der Grünanteil G und der Blauanteil B die Farbe beschreiben: Farbe = (R, G, B)
Die Wertebereiche für die Farbreize (R, G, B) können unterschiedlich festgelegt sein. Die klassische Darstellung lässt Werte zwischen 0 und 1 (d. h. 0 Prozent und 100 Prozent) zu. Dies orientiert sich an der praktischen klassischen Realisierung mittels Dämpfung vorhandenen Lichts. Computerorientierte Anwendungen verwenden häufig die an der klassischen Form der Abspeicherung angelehnte Schreibweise, es werden Ganzzahlen zwischen 0 und einer Maximalzahl wie 255 abgespeichert.

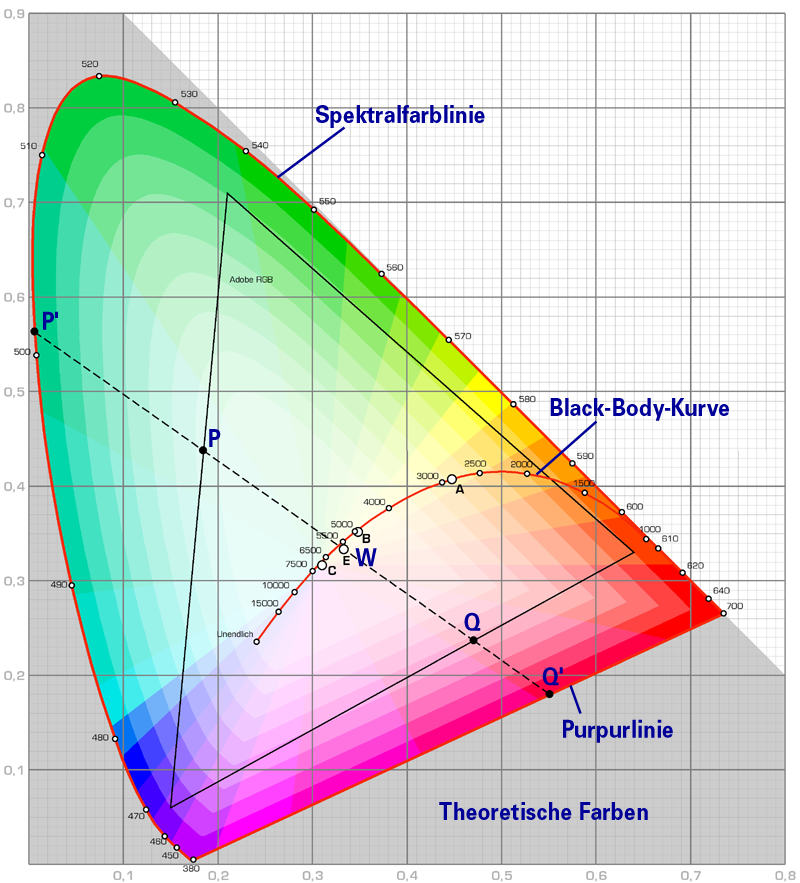
Adobe-RGB-(1998)-Farbraum in der CIE-Normfarbtafel (Farbdarstellung zur Orientierung):Der Adobe-RGB-(1998)-Farbraum umfasst nur die Farben innerhalb des eingezeichneten Dreiecks und enthält einen beträchtlichen Anteil wahrnehmbarer Farben nicht.

Da die Intensitätswahrnehmung des Menschen nach der Weber-Fechner-Regel nichtlinear ist, wird meist eine nichtlineare Kodierung für die Luminanz vorgenommen. Diese wird häufig als Gamma-Korrektur bezeichnet, da die ersten Implementierungen die Potenzfunktion Y ~ L1/γ als Ansatz nutzten. Der Koeffizient Gamma mit γ > 1 beschreibt die Krümmung der Kurve. Die inverse Funktion ist L ~ Y γ.
Das Koordinatensystem hat neben dieser nichtlinearen Kodierung insgesamt neun Freiheitsgrade, die für einen konkreten RGB-Raum festzulegen sind. Die Angaben können unterschiedlich erfolgen, was beim Anwender zu Verwirrungen führen kann. Für alle drei Primärvalenzen gibt es verschiedene Möglichkeiten
- mittels der Normfarbtafel (x,y) unter Zusatz des Weißpunkts als Referenzhelligkeit
- mittels der Matrix (Y,x,y) mit den Normfarbwertanteilen x und y und des Normfarbwertes Y, der hier als Maß für die Helligkeit dient
- mittels der Matrix (X,Y,Z) und somit aller drei Normfarbwerte X, Y, Z, basierend auf den 1931 von der CIE festgelegten Spektralwertfunktionen.

Moderne computerorientierte Applikationen und Schnittstellen verwenden statt 8 Bit vorzeichenloser Ganzzahlen zumindest intern häufig Gleitkommazahlen, die aus dem Intervall [0,255] ausbrechen und damit größere Wertebereiche mit einer höheren Auflösung repräsentieren können. So entfällt die Beschränkung auf eine Maximalhelligkeit.
Das farbige Feld des XYZ-Raumes steht für die Menge aller sichtbaren Farben. Das CIE-Normvalenzsystem wird anschaulich durch den Farbkörper nach Rösch wiedergegeben. Über ICC-Profile werden für die Farbeingabe- und Farbausgabegeräte, wie Monitor, Scanner, Drucker, die jeweils notwendigen Farbräume (RGB, CMYK) transformiert. Diese Transformation ist aber nicht eindeutig möglich. Der materiell jeweils realisierbare RGB-Farbraum liegt auf der Farbarttafel, genauer im CIE-Farbraum innerhalb eines Dreiecks. Ein solches Dreieck ist in der nebenstehenden Darstellung schwarz umrandet. Durch unterschiedliche Umformungen (meist als 3×3-Matrix) der Zahlenwerte und mittlerweile bessere technische Verfügbarkeit gibt es unterschiedlich definierte und normierte Varianten (s-RGB, Adobe-RGB, Bruce-RGB).

## Anwendung
Der RGB-Farbraum wird für selbstleuchtende (farbdarstellende) Systeme benutzt, die dem Prinzip der Additiven Farbmischung unterliegen, daher auch als Lichtmischung bezeichnet. Nach Graßmanns Gesetzen lassen sich Farben durch drei Angaben definieren, im RGB-Farbraum sind dies der Rot-, der Grün- und der Blauanteil. Die konkrete Form des Farbraums hängt vom jeweils konkreten technischen System ab, für das der jeweilige Farbraum bestimmt wurde, unter anderem von den konkreten Wellenlängen der Grundfarben.
sRGB (Standard-RGB) wurde für Monitore entwickelt, deren farbgebende Basis drei Phosphore (Leuchtstoffe) sind. Solch ein Stoff gibt beim Auftreffen von Elektronen ein Spektrum von Licht ab, dabei sind geeignete Leuchtstoffe solche mit schmalbandigen Emissionen bei Wellenlängen im Bereich der Wahrnehmungsqualitäten Blau, Grün, Rot. Der Betrachter bekommt den im RGB-Farbraum definierten Farbeindruck (bei genügendem Abstand vom Bildschirm gehen die Pixel additiv ineinander über). Die Intensität des Anregungsstrahls entspricht dem Tripel im RGB-Farbraum und kann beispielsweise als Dezimalbruch (0 bis 1 oder 0 bis 100 %) oder diskret mit 8 Bit pro Kanal (0…255) angegeben werden (8-Bit-TIFF). Je nach Anwendungsart sind dabei bestimmte Wertdarstellungen bevorzugt.
Mit größeren Speichermedien wurden Tonstufen von 16 Bit pro Kanal möglich. So sind dreimal von 0 bis 65535 ({\displaystyle 2^{16}}) möglich, also insgesamt 281 Billionen Farben, beispielsweise beim 16-Bit-TIFF und 16-Bit-PNG. Gute technische Ausgabesysteme können mehr Farben wiedergeben als der Mensch unterscheiden kann, selbst der trainierte Mensch kommt nur auf etwa 500 000 Farbnuancen. Für spezielle Anwendungen sind 16-Bit-Werte allerdings durchaus sinnvoll. Bei Auswertungen in der Röntgendiagnostik sind so exaktere Betrachtungen möglich.
Die Farbwiedergabe in Fällen wie Farbbilder vom PC-Drucker, Farbfotos auf Silberhalogenidbasis, der Druck einer Illustrierten, Farbbilder in Büchern geschieht durch Remission auf der präsentierenden Fläche. Hier gelten somit die Gesetze der subtraktiven Farbmischung, für die der CMY-Farbraum entwickelt wurde, wegen der Farbtiefe üblicherweise mit Schwarz für Farbtiefe als CMYK-Farbraum.
Die Darstellung des RGB-Farbraumes erfolgt (weniger anschaulich als bei anderen Farbräumen) im kartesischen Koordinatensystem als Würfel. Die Abbildung zeigt links den Blick auf die Rückwand, in der Mitte den Aufblick, rechts einen Einblick ins Innere. Rot-, Grün- und Blau-Anteile folgen den Achsen; in den Ecken sind Gelb, Magenta, Cyan zu finden. Am Koordinatenursprung mit R=G=B=0 befindet sich Schwarz, entlang der Raumdiagonalen Grau bis zum Eckpunkt in Weiß.

### Anwendung von RGB-Farbräumen zur Bildwiedergabe

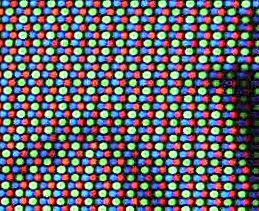
Farb-Monitore stellen Farben durch additive Überlagerung von roten, grünen und blauen Pixeln dar.

RGB-Farbräume als additive Farbräume dienen als Grundlage zur Darstellung von Farbbildern mittels Bildwiedergabegeräten, die Farben aus drei oder mehreren Farben additiv zusammenstellen. Neben CRT- und TFT-Displays sind dies auch Videoprojektoren. Dabei ist es unerheblich, wie die einzelnen Farbkanäle angesteuert werden, ob durch ein analoges oder ein digitales Signal mit 5, 8, 10 oder 16 Bit pro Farbkanal.
Üblicherweise werden die drei Grundfarben Rot, Grün und Blau zur Darstellung genutzt. Zur Vergrößerung des Gamuts oder der Maximalhelligkeit können mehr „Farben“ zum Einsatz kommen. So können durch das Vieleck abgedeckte Farben besser dargestellt werden, zumindest bei geringeren Helligkeiten. Die Beschränkung auf das vom Hufeisen umschlossene RGB-Dreieck entfällt. Zur Vergrößerung der Maximalhelligkeit kann Weiß als weitere Grundfarbe genutzt werden. So sind größere Helligkeiten darstellbar, jedoch unter weiterem Verlust von Gamut. Beide Möglichkeiten werden bei DLP-Projektoren benutzt.
Allerdings ist in diesen Fällen eine weitere Verarbeitung der RGB-Daten der Grafikkarte durch das Ausgabegerät notwendig. Im Fall der Mehrfarbprojektion ist ein geeigneter Arbeitsfarbraum der Grafikkarte notwendig, um die Vorteile nutzen zu können.
Die Eckpunkte des RGB-Farbartdreiecks können willkürlich gewählt sein, sie sind nicht durch die Verfügbarkeit von Leuchtstoff-Kristallen beschränkt. Es besteht kein untrennbarer Zusammenhang zu den drei (Grund-)Lichtfarben, die die Leuchtstoffe des Ausgabegerätes erzeugen können. Farbwerte außerhalb des durch die Eckpunkte bestimmten Dreiecks können nicht dargestellt werden. So fehlen bei einer Bildröhre viele der kräftigen, satten Grün- und Blautöne, die in der Natur vorkommen, auch das spektralreine Rot und Violett fehlen im RGB-Raum.
Werden die Leuchtstoffe eines Bildschirms durch LED oder ähnliche Elemente für Rot, Grün, Blau ersetzt, ändert sich an der farblichen Wirkung gegenüber dieser Beschreibung nichts, vorausgesetzt, sie können den verwendeten RGB-Raum abdecken. Beispielsweise besitzen Flachbildschirme keine Bildröhre und erzeugen die Farben durch elektrische Feldanregung. Andere Leuchtstoffe bedingen eine andere Lage des RGB-Dreiecks (dargestellt auf der xy-Farbsohle). Technische Anforderung ist es, die Lage der Diagramm-Eckpunkte für LC-Displays möglichst an die Lage in Bildröhren anzupassen. Gelingt dies nicht, muss eine mathematische Umrechnung erfolgen, wodurch jedoch Farben wegfallen können, da die Koordinaten keine negativen Werte haben können. Unterbleibt die Umrechnung, werden die Farben verzerrt dargestellt. So werden möglicherweise Farbnuancen zwischen Rot und Gelborange auf verschiedenen Geräten merklich unterschiedlich dargestellt.

### Anwendung von RGB-Farbräumen zur Bildaufnahme
Obwohl es dem ersten Anschein nach so aussieht, als unterläge die Bildaufnahme den gleichen Gesetzmäßigkeiten wie die Bildwiedergabe, so gibt es für die Bildaufnahme grundlegende Unterschiede zur Bildwiedergabe:
- Ungünstige Spektren für die Primärvalenzen führen bei der Bildwiedergabe nur zu einem kleinen Gamut, innerhalb dessen aber eine perfekte Wiedergabe der Farben möglich ist (das Dreieck wird klein).
- Nicht geeignete spektrale Empfindlichkeiten der Primärfarben eines Bildaufnahmegerätes führen zu meist nicht korrigierbaren Farbfehlern (man verbiegt das Hufeisen).
- Es ist nicht möglich, einen Monitor zu bauen, der alle vom Menschen wahrnehmbaren Farben darstellen kann.
- Die Dead- und Hot-Pixel einer Kamera lassen sich ausmappen, für ein Display dagegen ist dies nicht problemlos möglich.

Gamut wichtiger RGB-Räume

## Übliche RGB-Farbräume
Im Prinzip gibt es unendlich viele Farbräume, die durch Definition der Primärvalenzen, des Weißpunkts und der Gradationkurve (Gamma) festgelegt werden (genau das erfolgt in Matrix-ICC-Profilen). Die Primärvalenzen legen das Farbdreieck der bei geringen Helligkeiten darstellbaren Farben fest, der Weißpunkt das Intensitätsverhältnis für Farbtripel mit drei identischen Komponenten, damit indirekt das Verhältnis von maximalem Rot zu maximalem Grün und Blau.
Die folgende Aufstellung gibt einen Überblick über die Historie der üblichen RGB-Farbräume.
1. CIE-XYZ-Farbraum
2. CIE-RGB-Farbraum
3. NTSC-RGB
4. Farbraum von PAL und SECAM
5. sRGB-Farbraum
6. Adobe-RGB-Farbraum
7. Wide-Gamut-Farbraum
8. eciRGB-Farbraum
9. ProPhoto-RGB-Farbraum
10. SMPTE ST2084:2014-Farbraum
11. Hybrid Log Gamma-Farbraum
12. Weiterentwicklung-Farbraum

Nach Aufklappen der Tabellen sind alle Informationen sichtbar, die zum Umrechnen von Farbräumen benötigt werden. Alle Werte sind auf das Intervall [0,1] normiert, bei Festkommazahlarithmetik sind ggf. weitere Operationen notwendig. Es sind zudem zugehörige Einzelnachweise genannt.
Welche Farben kann ein Farbraum bei Beschränkung der Farbwerte auf das Intervall [0,1] darstellen? Dazu sind im CIE-xy-Diagramm die Punkte (xR,yR), (xG,yG) und (xB,yB) einzuzeichnen und zu verbinden. Das eingeschlossene Dreieck beschreibt den Gamut des Farbraums. Farben außerhalb des Dreiecks führen zu mindestens einer Komponente, die kleiner als 0 ist, und können nicht dargestellt werden. Werte innerhalb des Dreiecks können bei einigen höheren Intensitäten nicht dargestellt werden, weil eine oder mehrere Komponenten größer als „1“ werden. Zur Darstellung dieses Phänomens ist es notwendig, die entstehenden Vier-, Fünf- oder Sechsecke für höhere Helligkeiten zu berechnen und im Diagramm darzustellen. Für höhere Helligkeiten entartet dieses Vieleck wieder zu einem Dreieck bis hin zu einem Punkt. Wir sehen dabei die Schnittebenen konstanter Helligkeit durch den RGB-Kubus am Anfang des Artikels.

### Der CIE-XYZ-Farbraum
Dieser XYZ-Farbraum aus dem Jahr 1931 ist der erste Normierungsversuch, weltweit ein einheitliches Darstellungssystem zu finden. Der Ausgangspunkt dafür waren die experimentell ermittelten Zapfenempfindlichkeiten. Die angewandte Messtechnik und die Versuchsauswertung entspricht dem Stand der Technik der 1920er Jahre. Dennoch wird der Farbraum noch häufig in der Praxis eingesetzt. Die Farbmessung zu dieser Zeit nutzte den „Trick“, dass bei Lichtfarben durch Zumischen von Licht auf der „Istseite“ sozusagen negative Farbreize auf der „Sollseite“ erzeugen werden können. Für den XYZ-Farbraum bestand der Anspruch, dass er alle vom Menschen wahrnehmbaren Farben umfasst. Zwar ist der XYZ-Farbraum vorrangig ein Messfarbraum, aber er kann zur Darstellung von Farben genutzt werden.
Da letzterer das gesamte „Hufeisen“ aller Farbarten umschließt, werden durch ihn alle existierenden Farben erfasst. Das Hauptproblem besteht in seiner Ungleichmäßigkeit. Im Grün sind die als gleich empfundenen Farbabstände größer als im Rot und im Blau. Die Primärvalenzen sind so gewählt, dass die Farbkoordinaten einfach darzustellen sind. Es sind deshalb keine real existierenden Farben. Es gibt also keine wirklichen Farbkörper in RGB, die diesen Farbraum wiedergeben könnten.
|   | Rot | Grün | Blau | Weiß (E) |
| - | --- | ---- | ---- | -------- |
| x | 1   | 0    | 0    | 1/3      |
| y | 0   | 1    | 0    | 1/3      |
| z | 0   | 0    | 1    | 1/3      |

| Y (0…1), L (0…1: 0 am Schwarz-, 1 am Weißpunkt) | Berechnung      |
| ----------------------------------------------- | --------------- |
| Umrechnung von Luminanz L in die nichtlineare Y | Y = L           |
| Umrechnung der nichtlinearen Y in die Luminanz  | L = Y           |
| Lref                                            | nicht definiert |

Anmerkungen:
- Die Transformationsmatrix ergibt sich aus der Definition des XYZ-Farbraumes als Referenz.
- Aus dem gleichen Grund ergibt sich E als Weißpunkt (X=Y=Z).
- Eine Angabe der Referenzluminanz ist auf Grund der Linearität des Raumes nicht notwendig.
- Die Referenzluminanz ist daher durch das verwendete Zahlenformat sinnvoll festzulegen (Gleitkommazahl: 1 cd/m², Festkommazahl: Lmax = maximal auftretende sinnvolle Luminanz).

### Der CIE-RGB-Farbraum
Der reelle CIE-RGB-Farbraum entsteht durch die Umrechnung des virtuellen CIE-XYZ-Farbraums (der auf nicht darstellbaren Farbreizen beruht) auf die Eichreize von gut darstellbaren Spektrallinien:
- rot: 700 nm (praktisch sind für das menschliche Auge alle Wellenlängen oberhalb von 650 nm farbgleich, daher sind praktisch alle Spektrallinien oberhalb von 650 nm nutzbar, beispielsweise die tiefrote 690,7-nm-Hg-Linie)
- grün: 546,1 nm (grüne Hg-Linie)
- blau: 435,8 nm (blaue Hg-Linie)

Damit wurde eine fast perfekte Abdeckung von Rot, Orange, Gelb und im Blau- und Violett-Bereich erreicht. Deutliche Schwächen liegen allerdings im Türkis- und Grünbereich durch die ungünstige Wahl des Grünreizes. Insbesondere sind nicht alle CMYK-Farben darstellbar, wiederum vor allem im Grün- bis Türkisbereich (480 nm bis 510 nm).
|   | Rot      | Grün     | Blau     | Weiß (E) |
| - | -------- | -------- | -------- | -------- |
| x | 0,734690 | 0,272958 | 0,166446 | 1/3      |
| y | 0,265310 | 0,718062 | 0,008964 | 1/3      |
| z | 0,000000 | 0,008980 | 0,824589 | 1/3      |

| Y (0…1), L (0…1: 0 am Schwarz-, 1 am Weißpunkt) | Berechnung      |
| ----------------------------------------------- | --------------- |
| Umrechnung von Luminanz L in die nichtlineare Y | Y = L           |
| Umrechnung der nichtlinearen Y in die Luminanz  | L = Y           |
| Lref                                            | nicht definiert |

Anmerkungen:
- Die Transformationsmatrix wurde aus den CIE-Normvalenzreizen für 700 nm, 546 nm und 436 nm entnommen.
- Siehe auch: Der CIE-XYZ-Farbraum (hier im Artikel)
- Die Spektrallinien der Elemente im sichtbaren Bereich des Spektrums

### Der Farbraum des frühen NTSC
Bei Einführung des NTSC-Farbfernsehens im Jahr 1953 wurden als Primärvalenzen die (damals) verwendeten Farbphosphore verwendet:
- rot: Europium-dotiertes Yttrium-Vanadat (Eu+ YVO4)
- grün: silberdotiertes Zink-Cadmiumsulfid (Ag+ ZnS/CdS)
- blau: Zinksulfid (ZnS)

Die Primärvalenzen ergeben sich aus den Emissionsspektren der verwendeten Phosphore. Der klassische NTSC-Farbraum wurde 1979 von der ATC (Vorgänger der ATSC) durch einen dem EBU-Farbraum ähnlicheren SMPTE-C-Farbraum ersetzt.
|   | Rot    | Grün   | Blau   | Weiß (C) |
| - | ------ | ------ | ------ | -------- |
| x | 0,6700 | 0,2100 | 0,1400 | 0,3101   |
| y | 0,3300 | 0,7100 | 0,0800 | 0,3162   |
| z | 0,0000 | 0,0800 | 0,7800 | 0,3737   |

| Y (0…1), L (0…1: 0 am Schwarz-, 1 am Weißpunkt) | Berechnung       |
| ----------------------------------------------- | ---------------- |
| Umrechnung von Luminanz L in die nichtlineare Y | Y ≈ L1/(2,2…2,5) |
| Umrechnung der nichtlinearen Y in die Luminanz  | L ≈ Y2,2…2,5     |
| Lref                                            | nicht definiert  |

Einzelnachweise
- IRT: Farbwiedergabe in HD; Farbräume und Farbraummanagement: Nr. B 194/2006
- The NTSC Color Triangle Is Obsolete, But No One Seems to Know
- Es gibt keine exakte Definition der Gamma-Korrektur, es tauchen sowohl Werte von 2,2 wie 2,5 auf. Praktisch wurde das ganze durch Dioden-Widerstands-Kaskaden implementiert.

### Farbraum von PAL und SECAM sowie späteres NTSC (EBU 3213, ITU-R BT.470-2, SMPTE-C)
Parallel zur Normierung der Farbdarstellung für Computermonitore mit sRGB wurden die Farbfernsehnormen überarbeitet und angepasst. Da grundsätzlich für beide technische Systeme die gleichen elektronisch angeregten Ausgangssubstanzen zur Verfügung stehen, sind die Möglichkeiten zur Darstellung von Farben fast gleich. Wie beim sRGB-Farbraum wurden besonders die Farbwiedergaben im Grün gegenüber einer besseren Rot- und Blaudarstellung zurückgestellt. Es kam zu parallelen Normungen, sodass neben dem EBU/ITU-R-Farbraum ein geringfügig abweichender SMPTE-C-Farbraum besteht. Mit der Einführung von HDTV[veraltet] setzt sich (wohl) der sRGB-Farbraum für Fernsehanwendungen durch.
|   | Rot                  | Grün                 | Blau                 | Weiß (D65)           | Rot                      | Grün                     | Blau                     | Weiß (D65)               | Rot                  | Grün                 | Blau                 | Weiß (D65)           |
|   | EBU (ITU-R BT.470-6) | EBU (ITU-R BT.470-6) | EBU (ITU-R BT.470-6) | EBU (ITU-R BT.470-6) | SMPTE-C (P22, ATSC 1979) | SMPTE-C (P22, ATSC 1979) | SMPTE-C (P22, ATSC 1979) | SMPTE-C (P22, ATSC 1979) | IEC 61966-2-1 (sRGB) | IEC 61966-2-1 (sRGB) | IEC 61966-2-1 (sRGB) | IEC 61966-2-1 (sRGB) |
| - | -------------------- | -------------------- | -------------------- | -------------------- | ------------------------ | ------------------------ | ------------------------ | ------------------------ | -------------------- | -------------------- | -------------------- | -------------------- |
| x | 0,640                | 0,290                | 0,150                | 0,312713             | 0,630                    | 0,310                    | 0,155                    | 0,312713                 | 0,640                | 0,300                | 0,150                | 0,312713             |
| y | 0,330                | 0,600                | 0,060                | 0,329016             | 0,340                    | 0,595                    | 0,070                    | 0,329016                 | 0,330                | 0,600                | 0,060                | 0,329016             |
| z | 0,030                | 0,110                | 0,790                | 0,358271             | 0,030                    | 0,095                    | 0,775                    | 0,358271                 | 0,030                | 0,100                | 0,790                | 0,358271             |

| Y (0…1), L (0…1: 0 am Schwarz-, 1 am Weißpunkt) | Berechnung                                                                      |
| ----------------------------------------------- | ------------------------------------------------------------------------------- |
| Umrechnung von Luminanz L in die nichtlineare Y | Y = 1,055 · L1/2,4 - 0,055, falls L > 0,0031306684425, Y = 12,92 · L ansonsten  |
| Umrechnung der nichtlinearen Y in die Luminanz  | L = ((Y + 0,055) / 1,055)2,4, falls Y > 0,040448236277, L = Y / 12,92 ansonsten |
| Lref                                            | 80 cd/m² Gesamthelligkeit aller Primärvalenzen                                  |

Bemerkung
- In der Videotechnik ist es meistens üblich, nur den Wertebereich von 16 (bzw. 64 bei 10 Bit) bis 235 (bzw. 940 bei 10 Bit) zur Kodierung der Farbschattierungen zwischen Schwarz und Weiß zu nutzen. Die Umrechnung des Intervalls [0,1] auf 8-Bit-Werte (bzw. 10-Bit-Werte) ist entsprechend anzupassen.

Einzelnachweise
- IRT: Farbwiedergabe in HD; Farbräume und Farbraummanagement: Nr. B 194/2006

### Der sRGB-Farbraum
Der sRGB-Raum entstand im Jahr 1996 durch eine Kooperation von Hewlett-Packard und der Microsoft Corporation.
Bei direkter Darstellung der gespeicherten Farbtripel sollte es ohne Farbmanagement möglich sein, eine gute Farbwiedergabe zu erzielen. Die Zielgröße war ein direkter Zusammenhang zwischen Anregung und wiedergegebener Farbe. Der Farbraum sRGB ist in CCIR Rec 701 (XA/11) beschrieben.
Dieses Farbmodell orientierte sich an den verfügbaren Leuchtstoffen und besitzt Schwächen bei der Darstellung gesättigter Rot-, Grün- und Blau-Töne. Es sind nicht alle mittels CMYK im Siebenfarbendruck druckbaren Farben darstellbar. Vor allem im Grün- bis Türkisbereich (480 nm bis 510 nm) gibt es größere Defizite, die durch den folgenden Farbraum größtenteils behoben wurden.
|   | Rot   | Grün  | Blau  | Weiß (D65) |
| - | ----- | ----- | ----- | ---------- |
| x | 0,640 | 0,300 | 0,150 | 0,312713   |
| y | 0,330 | 0,600 | 0,060 | 0,329016   |
| z | 0,030 | 0,100 | 0,790 | 0,358271   |

| Y (0…1), L (0…1: 0 am Schwarz-, 1 am Weißpunkt) | Berechnung                                                                      |
| ----------------------------------------------- | ------------------------------------------------------------------------------- |
| Umrechnung von Luminanz L in die nichtlineare Y | Y = 1,055 · L1/2,4 − 0,055, falls L > 0,0031306684425, Y = 12,92 · L ansonsten  |
| Umrechnung der nichtlinearen Y in die Luminanz  | L = ((Y + 0,055) / 1,055)2,4, falls Y > 0,040448236277, L = Y / 12,92 ansonsten |
| Lref                                            | 80 cd/m² Gesamthelligkeit aller Primärvalenzen                                  |

Einzelnachweise
- A Standard Default Color Space for the Internet. w3.org, sRGB: The original Document from Nov 5, 1996
- Der Übergangspunkt zwischen linearem Segment und exponentiellem Segment wurde feinjustiert, damit die Funktion stetig wird.

### Adobe-RGB-(1998)-Farbraum
Durch Adobe wurden 1998 Überlegungen umgesetzt, durch die es möglich werden sollte, alle beim Druck relevanten Farben des CMYK-Farbmodells im neuen Adobe-RGB-(1998)-Gamut darzustellen.
Gegenüber sRGB ergeben sich deutliche Verbesserungen bei den Türkis- und Grün-Tönen. Allerdings wurden die Primärvalenzen so gelegt, dass die Darstellung von gesättigten Rottönen sich kaum verbessert hat, die von gesättigten Blautönen sogar leicht verschlechtert sind. Auf die Darstellung der häufiger auftretenden weniger gesättigten Töne wirkte sich die Umstellung aber nicht aus.
Der Kompromiss bestand in einem Ausgleich in den in der Praxis häufigsten Farbwiedergaben. Bei der Wiedergabe realer Bilder treten die hochgesättigten Farben seltener auf als die weniger gesättigten. Die Bildqualität bei der überwiegenden Anzahl von Farbwiedergaben ist hinreichend gut. So konnten beinahe alle Farben des CMYK-Siebenfarbendrucks im RGB-Farbraum reproduziert werden.
|   | Rot   | Grün  | Blau  | Weiß (D65) |
| - | ----- | ----- | ----- | ---------- |
| x | 0,640 | 0,210 | 0,150 | 0,3127     |
| y | 0,330 | 0,710 | 0,060 | 0,3290     |
| z | 0,030 | 0,080 | 0,790 | 0,3583     |

| Y (0…1), L (0…1: 0 am Schwarz-, 1 am Weißpunkt) | Berechnung                                      |
| ----------------------------------------------- | ----------------------------------------------- |
| Umrechnung von Luminanz L in die nichtlineare Y | Y = L1/2,19921875                               |
| Umrechnung der nichtlinearen Y in die Luminanz  | L = Y2,19921875                                 |
| Lref                                            | 160 cd/m² Gesamthelligkeit aller Primärvalenzen |

Einzelnachweise
- Adobe RGB (1998) Color Image Encoding (May 2005) (PDF; 551 kB)

### Der Adobe-Wide-Gamut-RGB-Farbraum
Der Adobe-RGB war eine Weiterentwicklung, entspricht aber noch nicht den gestiegenen Anforderungen der Praxis. So ließen sich etwa Firmenfarben in der Werbung im Workflow nicht durchgehend von einer Geräteart zur anderen weitergeben. Deshalb wurde der sogenannte Wide Gamut entwickelt, wiederum unter Federführung von Adobe.
Der Wide-Gamut-RGB arbeitet mit den Primärfarben 700 nm, 525 nm und 450 nm sowie höheren Farbsättigungen an der technischen Machbarkeitsgrenze. Somit wird eine perfekte Abdeckung von Rot, eine fast perfekte Abdeckung von Violett und Blau und eine sehr gute Abdeckung von Grün-Tönen erreicht. Leichte Fehler im Bereich der extrem gesättigten Farben im Türkis und Grün zwischen 470 nm und 520 nm werden zugunsten der Anforderungen des praktischen Farbmanagements in Kauf genommen.
Alle mittels CMYK-Siebenfarbendruck druckbaren Farben sind im Adobe-Wide-Gamut-Farbraum darstellbar.
|   | Rot      | Grün     | Blau     | Weiß (D50) |
| - | -------- | -------- | -------- | ---------- |
| x | 0,734690 | 0,114161 | 0,156641 | 0,3457     |
| y | 0,265310 | 0,826207 | 0,017705 | 0,3585     |
| z | 0,000000 | 0,059632 | 0,825654 | 0,2958     |

| Y (0…1), L (0…1: 0 am Schwarz-, 1 am Weißpunkt) | Berechnung                                      |
| ----------------------------------------------- | ----------------------------------------------- |
| Umrechnung von Luminanz L in die nichtlineare Y | Y = L1/2,19921875                               |
| Umrechnung der nichtlinearen Y in die Luminanz  | L = Y2,19921875                                 |
| Lref                                            | 160 cd/m² Gesamthelligkeit aller Primärvalenzen |

Einzelnachweise
- The role of working spaces in Adobe applications (PDF): Seite 6 erwähnt den gleichen Gammawert wie an den meisten Stellen im Adobe-RGB (1998)-Dokument. (PDF; 468 kB)
- A Review of Color Spaces (PDF; 985 kB)
- Es gibt keine Primärquellen zu den Primärvalenzen bei Adobe auf der Website.

### European Color Initiative: Der eciRGB-Farbraum
Die European Color Initiative (ECI) wurde im Juni 1996 auf Initiative der Verlagshäuser Bauer, Burda, Gruner+Jahr und Springer gegründet. Sie beschäftigt sich mit der medienneutralen Verarbeitung von Farbdaten in digitalen Publikationssystemen. Dabei soll in allen eingesetzten Ein- und Ausgabemedien ein durchgehendes Farbmanagement möglich werden. Die Entwicklung der Druckmedien am Computer verlangt, dass das Druckergebnis dem Entwurf entspricht.
Es wurde im Jahr 2002 die Version 1 entwickelt. Im Gegensatz zu Version 1 wurde für Version 2 das Gamma 1.8 durch eine L*-Charakterisierung abgelöst. Dadurch ergibt sich eine optimierte Kodierungseffizienz, insbesondere bei nur 8-bittigen Daten in den Tiefen. Die aktuelle Version 2 ist in ISO 22028-2:2007 definiert.
Hierzu liegen allerdings keine öffentlich zugänglichen Werte vor.
|   | Rot       | Grün      | Blau      | Weiß (D50) |
| - | --------- | --------- | --------- | ---------- |
| x | 0,6699997 | 0,2099732 | 0,1399915 | 0,3457029  |
| y | 0,3300003 | 0,7100362 | 0,0800176 | 0,3585375  |
| z | 0,0       | 0,0799906 | 0,7799909 | 0,2957621  |

| Y (0…1), L (0…1: 0 am Schwarz-, 1 am Weißpunkt) | Berechnung |
| ----------------------------------------------- | ---------- |
| Umrechnung von Luminanz L in die nichtlineare Y | ?          |
| Umrechnung der nichtlinearen Y in die Luminanz  | ?          |
| Lref                                            | ?          |

Einzelnachweise
- eci.org (ZIP; 8 kB)
- Es gibt keine Primärquellen zu den Primärvalenzen bei der ECI, die Valenzen stammen aus dem ICC-Profil.

### Der DCI-P3-Farbraum
|   | Rot    | Grün   | Blau   | Weiß (D65) | Weiß (Theater) |
| - | ------ | ------ | ------ | ---------- | -------------- |
| x | 0,6800 | 0,2650 | 0,1500 | 0,3127     | 0,3140         |
| y | 0,3200 | 0,6900 | 0,0600 | 0,3290     | 0,3510         |
| z | 0,0000 | 0,0450 | 0,7900 | 0,3583     | 0,3350         |

| Y (0…1), L (0…1: 0 am Schwarz-, 1 am Weißpunkt) | Berechnung                                        |
| ----------------------------------------------- | ------------------------------------------------- |
| Umrechnung von Luminanz L in die nichtlineare Y | Y = L1/2,6                                        |
| Umrechnung der nichtlinearen Y in die Luminanz  | L = Y2,6                                          |
| Lref                                            | 52,37 cd/m² Gesamthelligkeit aller Primärvalenzen |

Einzelnachweise
- Color processing for digital cinema

### Der ProPhoto-RGB-Farbraum
Der ProPhoto-RGB-Farbraum (auch bekannt als ROMM-Farbraum, von englisch: Reference Output Medium Metric) ist eine andere Weiterentwicklung des Wide Gamut, wobei vor allem die Anforderungen der Digitalfotografie beachtet wurden, insbesondere zur anschließenden Weiterverarbeitung. Dafür wurden neue Überlegungen, Forschungsergebnisse (wie der LMS-Farbraum) und praktische Forderungen herangezogen. Er bringt eine sehr gute Abdeckung fast aller wahrnehmbaren Farben. Ähnlich wie Wide-Gamut-RGB sind nur wenige sehr gesättigte Farben im Bereich von Türkisgrün und im Bereich des Violetts nicht darstellbar.
Die festgelegten Primärfarben für Blau und Grün sind allerdings wiederum keine real existierenden Farben.
|   | Rot    | Grün   | Blau   | Weiß (D50) |
| - | ------ | ------ | ------ | ---------- |
| x | 0,7347 | 0,1596 | 0,0366 | 0,34567    |
| y | 0,2653 | 0,8404 | 0,0001 | 0,35850    |
| z | 0,0000 | 0,0000 | 0,9633 | 0,29583    |

| Y (0…1), L (0…1: 0 am Schwarz-, 1 am Weißpunkt) | Berechnung                                          |
| ----------------------------------------------- | --------------------------------------------------- |
| Umrechnung von Luminanz L in die nichtlineare Y | Y = L1/1,8, falls L > 1/512, Y = 16 · L ansonsten   |
| Umrechnung der nichtlinearen Y in die Luminanz  | L = Y1,8, falls Y > 1/32, L = Y/16 ansonsten        |
| Lref                                            | 160…640 cd/m² Gesamthelligkeit aller Primärvalenzen |

### SMPTE ST2084:2014/CEA-861-3-Farbraum (Dolby HDR)
Der SMPTE ST2084:2014-Farbraum ist ein HDR-Farbraum, entwickelt von Dolby Labs. Es nutzt als Primärvalenzen Licht der Wellenlängen 467 nm, 532 nm und 630 nm gemäß ITU-R-Empfehlung BT.2020/BT.2100.
|   | Rot   | Grün  | Blau  | Weiß (D65) |
| - | ----- | ----- | ----- | ---------- |
| x | 0.708 | 0.170 | 0.131 | 0.3127     |
| y | 0.292 | 0.797 | 0.046 | 0.3290     |
| z | 0.000 | 0.033 | 0.823 | 0.3583     |

| Y (0…1), L (0…1: 0 am Schwarz-, 1 am Weißpunkt)                                                                          | Berechnung                                      |
| --- | ----------------------------------------------- |
| m1 = 1305/8192, m2 = 2523/32, c1 = 3424/4096, c2 = 2413/128, c3 = 299/16 Umrechnung von Luminanz L in die nichtlineare Y | Y = ((L1/m2 − c1) / (c2 − c3 · L1/m2))1/m1      |
| Umrechnung der nichtlinearen Y in die Luminanz L                                                                         | ...must be inverted                             |
| Lref | 104 cd/m² Gesamthelligkeit aller Primärvalenzen |

Einzelnachweise
- A Perceptual EOTF for Extended Dynamic Range Imagery (PDF)

### Hybrid Log Gamma-Farbraum
Der Hybrid Log Gamma-Farbraum (HLG) ist ein HDR-Farbraum. Es nutzt die Primärvalenzen von BT.2020/BT.2100. Entsprechende Dateien können mit der Dateinamenerweiterung HSP gespeichert werden.
|   | Rot   | Grün  | Blau  | Weiß (D65) |
| - | ----- | ----- | ----- | ---------- |
| x | 0.708 | 0.170 | 0.131 | 0.3127     |
| y | 0.292 | 0.797 | 0.046 | 0.3290     |
| z | 0.000 | 0.033 | 0.823 | 0.3583     |

| Y (0…1), L (0…1: 0 am Schwarz-, 1 am Weißpunkt)                                                | Berechnung                                                       |
| ---------------------------------------------------------------------------------------------- | ---------------------------------------------------------------- |
| a = 0,17883277, b = 0,28466892, c = 0,55991073 Umrechnung von Luminanz L in die nichtlineare Y | ...must be inverted                                              |
| Umrechnung der nichtlinearen Y in die Luminanz L                                               | L = a · ln(12 · Y − b) + c, falls Y ≥ 1/12, (3 · Y)1/2 ansonsten |
| Lref                                                                                           | 103 cd/m² Gesamthelligkeit aller Primärvalenzen                  |

### Aktuelle Entwicklungen
Der RGB-Farbraum ist eine abstrahierte Darstellung für (Licht-)Farben. Durch geeignete Transformationen lassen sich alle Farbräume ineinander überführen. Bei einigen Transformationen werden Bereiche der umfassenderen Farbräume allerdings auf den Rand des begrenzteren Farbsystems abgebildet und die Transformation ist nicht immer umkehrbar. Der RGB-Farbraum lässt sich auf das Farbrhomboeder abbilden, aber diese Abbildung ist nicht umkehrbar.
Werden RGB-Farben durch Gleitkommazahlen beschrieben, so kann auf notwendige nichtlineare Verzerrungen für Bilder und Bildkonvertierungen verzichtet werden, die Farbraumkonvertierungen werden zum größten Teil überflüssig. Moderne Programmierschnittstellen rechnen mit linearen Beziehungen im sRGB-Raum, so dass mit Unterstützung von Gleitkomma kein Gamut-Clipping nötig ist.
Die aktuelle Entwicklung von Prozessoren (CPUs) und bei Grafikkarten (GPUs) begünstigt diesen Trend. Mit der Zunahme der Speichermöglichkeiten verbesserten sich die Rechenmethoden. Moderne Grafikschnittstellen wie OpenGL und Direct3D sind weitgehend gleitkommabasiert. Es gibt generische Programmierschnittstellen für das Nutzen von GPUs (OpenCL, CUDA, Streamprozessor), die sowohl von der Handhabung (automatische Parallelisierung) als auch in der Leistung den Anforderungen des Farbmanagements entsprechen. Eine durchgängige Gleitkommaarithmetik für Grafikberechnungen ist möglich geworden. Statt 8-Bit- oder 16-Bit-Ganzzahlen können 16-Bit- oder 32-Bit-Gleitkommazahlen zur Berechnung verwendet werden. Es ergeben sich Vorteile in der Gestaltung von Computermonitoren und insbesondere für Anwender und Programmierer für das Fernsehen. Grafikkarten rechnen derzeit intern überwiegend im linearen sRGB-Raum mit RGB-Primärvalenzen ohne Gamma. Damit wird das Konvertieren in den sRGB-Farbraum nach der Berechnung einer 3D-Szene vernachlässigbar. Die häufig verwendete Aufzeichnung von Rohdaten in Digitalkameras ist somit nicht mehr nötig, weil übliche JPEG- und TIFF-Bilder aus Kameras für die weitere Verarbeitung durch den Computer nicht mehr so komplex zu berechnen sind.
- Vorteile
  - Ein ausreichend großer Wertebereich erlaubt lineare RGB-Räume, statt mit nichtlinearen Räumen zu rechnen, die aus Kurvensegmenten zusammengesetzt sind. Konvertierungen sind nur noch beim Einlesen und Ausgeben der Bilddaten mit konventionellen Formaten nötig.
  - Negative Komponenten sind darstellbar, die Berechnung wird vom darstellenden Farbraum unabhängig. Operationen wie das Hintereinanderausführen von Farbsättigungen · 1600 % + Farbsättigung · 6,25 % schneiden keine „Farben“ ab.
  - Berechnungen mit Gleitkommazahlen sind genauer (selbst mit 16-Bit-Gleitkommazahlen). Es entfällt die Antinomie zwischen „Der Farbraum sollte klein sein, damit die Farben fein abgestuft sind“ und „Der Farbraum sollte groß sein, damit alle Farben darstellbar sind“.
  - Programmcode wird einfacher und dadurch weniger fehleranfällig, da kaum noch Sonderfälle behandelt werden müssen.
  - „Weiß“ verliert seine Sonderstellung. Es wird eine Farbe zwischen Schwarz und der maximalen Helligkeit der Lichtquellen und Glanzlichtern. Die Helligkeit kann nachträglich festgelegt werden.
- Nachteile
  - Erhöhter Speicherplatzbedarf (je nach zu vergleichendem Format: Faktor zwischen 1 und 4, typ. 2).
  - Fast vollständig fehlende Infrastruktur zur Verwaltung von gleitkommabasierten Bildern.

## RGBA-Erweiterung
Jedes der oben genannten Farbmodelle kann um einen oder drei Alphakanäle für Transparenzen erweitert werden.
Bei der Erweiterung von einem Alphakanal wird davon ausgegangen, dass (teil-)transparente Medien alle drei Spektralfarben gleichmäßig durch ihre eigene Farbe ersetzen oder dämpfen. Mit diesem einfachen und allgemein üblichen Modell lässt sich allerdings gefärbtes Glas nicht darstellen. Es gibt zwei Farbmodelle, die den Alphakanal im Vordergrund entweder mit berücksichtigen (straight) oder nicht berücksichtigen (pre-multiplied):
Modelle mit einem Alphakanal (straight):
{\displaystyle (R',G',B')=\alpha (R_{\text{v}},G_{\text{v}},B_{\text{v}})+(1-\alpha )(R_{\text{h}},G_{\text{h}},B_{\text{h}})}
Modelle mit einem Alphakanal (pre-multiplied):
{\displaystyle (R',G',B')=(R_{\text{v}},G_{\text{v}},B_{\text{v}})+(1-\alpha )(R_{\text{h}},G_{\text{h}},B_{\text{h}})}
Modelle mit drei Alphakanälen (straight):
{\displaystyle (R',G',B')=(\alpha _{\text{r}}R_{\text{v}},\alpha _{\text{g}}G_{\text{v}},\alpha _{\text{b}}B_{\text{v}})+((1-\alpha _{\text{r}})R_{\text{h}},(1-\alpha _{\text{g}})G_{\text{h}},(1-\alpha _{\text{b}})B_{\text{h}})}
Modelle mit drei Alphakanälen (pre-multiplied):
{\displaystyle (R',G',B')=(R_{\text{v}},G_{\text{v}},B_{\text{v}})+((1-\alpha _{\text{r}})R_{\text{h}},(1-\alpha _{\text{g}})G_{\text{h}},(1-\alpha _{\text{b}})B_{\text{h}})}
(r, g, b = rot, grün, blau, v = Vordergrund, h = Hintergrund)
Das RGBA-Farbmodell ist im eigentlichen Sinn kein Farbmodell, sondern eine Erweiterung des RGB-Modells durch den (vierten) Alphakanal. Diese α-Komponente bestimmt die Transparenz eines Pixels, die für Überblendeffekte eine Rolle spielt. Wird ein Bild mit einem neuen Bild überschrieben, fließen die Informationen des vorhergehenden Urbildes mit in das neue Zielbild ein. Die Alphakomponente bestimmt, wie durchsichtig das entsprechende Pixel des Bildes sein soll. α = 0 steht für völlige Transparenz, α = 1 für völlige Lichtundurchlässigkeit.

## Umrechnung zwischen verschiedenen RGB-Farbräumen
Zur Umrechnung zwischen zwei beliebigen RGB-Farbräumen sind folgende Operationen auszuführen:
- Zuerst sind nichtlineare Kennlinien (Gamma-Kennlinien) wieder zu entfernen. Bei linearen Kennlinien kann dieser Schritt entfallen:
{\displaystyle (R,G,B)\longrightarrow (R_{\text{lin}},G_{\text{lin}},B_{\text{lin}})}
- Als zweiter Schritt ist eine Matrixmultiplikation A auf diesen Vektor anzuwenden:
{\displaystyle A_{ij}(R_{\text{lin}},G_{\text{lin}},B_{\text{lin}})\longrightarrow (R'_{\text{lin}},G'_{\text{lin}},B'_{\text{lin}})}
- Die Matrix A berechnet sich zu {\displaystyle A=A_{\text{quelle}}*[A_{\text{ziel}}]^{-1}}, dabei sind {\displaystyle A_{\text{quelle}}} und *:{\displaystyle A_{\text{ziel}}} die Primärvalenzen des Quell- und Zielraumes in beliebigen (aber gleichen) Koordinaten.
- Ist der Zielraum nichtlinear, ist die nichtlineare Kennlinie des Zielraumes anzuwenden:
{\displaystyle (R'_{\text{lin}},G'_{\text{lin}},B'_{\text{lin}})\longrightarrow (R',G',B')}
- Erlaubt der Zielraum keine Werte unterhalb eines gewissen Minimalwertes (meist 0,0 oder 0x00) oder oberhalb eines gewissen Maximalwertes (meist 1,0 oder 0xFF) und treten diese Werte bei der Transformation auf, ist die Farbe des Quellraums nicht im Zielraum darstellbar. Es sind geeignete Verfahren zur Reduzierung der Sichtbarkeit des Fehlers zu ergreifen.
- Ist der Zielraum quantisiert (beispielsweise auf 8 Bit oder 12 Bit), kommt es durch die Farbraumumrechnung weiterhin zu Rundungsfehlern, die sich je nach Art der Rundung als Rauschen oder Banding bemerkbar machen können.
- Wird die Linearisierung und De-Linearisierung bei der Umrechnung unterlassen, bestehen insbesondere bei gesättigten Farben deutliche Fehler. Trotzdem unterlassen fast alle Softwareprodukte und Hardwareprodukte diese Berechnungen sauber durchzuführen.

Für die Umrechnung von R-, G-, B-Koordinaten in X-, Y- und Z-Werte der CIE gelten für jeden konkreten RGB-Farbraum spezielle Abbildungsmatrizen. Dabei sind X ein virtuelles Rot, Y ein virtuelles Grün und Z ein virtuelles Blau. Für einen dieser Farbräume (hier sRGB und Lichtart D65) gilt folgende Abbildung:
{\displaystyle {\begin{bmatrix}X\\Y\\Z\end{bmatrix}}={\begin{bmatrix}0{,}4124564&0{,}3575761&0{,}1804375\\0{,}2126729&0{,}7151522&0{,}0721750\\0{,}0193339&0{,}1191920&0{,}9503041\end{bmatrix}}\cdot {\begin{bmatrix}R\\G\\B\end{bmatrix}}}
und für die Rückrechnung die inverse Matrix
{\displaystyle {\begin{bmatrix}R\\G\\B\end{bmatrix}}={\begin{bmatrix}+3{,}2404542&-1{,}5371385&-0{,}4985314\\-0{,}9692660&+1{,}8760108&+0{,}0415560\\+0{,}0556434&-0{,}2040259&+1{,}0570000\end{bmatrix}}\cdot {\begin{bmatrix}X\\Y\\Z\end{bmatrix}}}
Folgende Beziehungen zwischen sRGB- und XYZ-Farbraum lassen sich daraus herleiten:
- Das virtuelle Grün, das identisch gesetzt mit dem Hellbezugswert A ist, läuft mit dem G-Wert, ändert sich weniger bei sinkendem Rotanteil und ist kaum vom Blau abhängig.
- Dafür ist für das virtuelle Rot der R-Wert um etwas G zu verringern.
- Das Zapfen-Z, das virtuelle Blau, liegt über einem Nebenmaximum des virtuellen Rots, was den Abzug von R, aber kaum G bedingt.

Für unterschiedliche Geräteklassen wurden abweichende RGB-Räume genormt, die alle den gleichen Grundaufbau mit Rot-, Grün- und Blaukomponente besitzen. Entsprechend wurden die Umrechnungsmatrizen vom besonderen RGB-Raum und der gewählten Lichtart beeinflusst.
Eigentlich hat jedes Gerät seinen eigenen Geräte-RGB-Farbraum, der aber üblicherweise zulässig innerhalb des genormten Farbraumes liegt. Individuelle Farbdifferenzen können durch Gerätetyp, Hersteller, Verarbeitungs- und Produktionseinflüsse, sowie durch Alterung entstehen. Hierfür gibt es (in bestimmten Grenzen) Möglichkeiten der Anpassung. Diese Methoden werden als Colormanagement zusammengefasst. Eine Mindestanpassung ist die Gammakorrektur. Soweit sich die Geräteparameter nachstellen lassen ist eine Anpassung des Gerätes an die genormten Größen möglich. Für höherwertige Anforderungen wird das Gerät individuell ausgemessen und über 3×3-Matrizen oder spezielle Listen (englisch: Look-up-Table, LUT) die Zuordnung von Geräte-RGB-Tripel mit dem Forderungstripel verknüpft.
Für digitale Bilddaten eignet sich der RGB-Farbraum lediglich zur Darstellung am Bildschirm und den verwandten Gerätetypen. Farbdefinitionen sowie Kontraste der Farben untereinander im Internet zur Darstellung auf einer Vielzahl unterschiedlichster Monitore mit einem breiten Spektrum verwendeter Grafikkarten sind Web-sicher, wenn sie den Empfehlungen des W3C entsprechen. Bilddaten für den Druck (Offsetdruck, Siebdruck, Digitaldruck) sind in einem subtraktiven Farbmodell zu reproduzieren (CMY, CMYK). Die Umrechnung von RGB in CMY ist dabei ein Wissensgebiet, das durchaus noch in der Entwicklung ist (verwiesen sei hierfür auf die ICC-Profile).

## Probleme bei der Wahrnehmung
Grenzen in der Anwendung findet der RGB-Farbraum mit wahrnehmungsphysiologischen Problemen.
- Im RGB-Farbraum sind nicht alle Farbvalenzen enthalten. Insbesondere die gesättigten Spektralfarben erfordern negative Wiedergabeanteile (äußere Farbmischung), das wäre fehlendes Licht. Bei optischen Untersuchungen wird dieser Mangel durch zusätzliches Vergleichslicht behoben.
- Die Farbwahrnehmung ist nicht unabhängig von der absoluten Helligkeit. Die Erregung der Zapfen erfordert eine Mindestlichtmenge (Mindestanzahl an Photonen). Wird diese unterschritten, nehmen wir über die Stäbchen nur Hell-Dunkel-Reize wahr. Oberhalb einer Grenzleuchtdichte kommt es zur Blendung, die ebenfalls das System der Farbrezeptoren stört.
- Die Farbwahrnehmung ändert sich über das gesamte Sichtfeld hinweg. In der Fovea centralis ist die Farbwahrnehmung am besten; sie nimmt in der Peripherie aber deutlich ab. Die Rot-Grün-Farbwahrnehmung nimmt in Richtung der Peripherie stärker ab als die Empfindlichkeit der Blau-Gelb-Wahrnehmung. Bei Abweichungen von mehr als 30° von der Sehachse ist nahezu keine Rot-Grün-Wahrnehmung mehr möglich. Andere Phänomene und Eigenschaften der Augen spielen ebenfalls eine Rolle, wie etwa der gelbe Fleck.
- Die Farbwahrnehmung hängt von Umgebungslicht und Umgebungsfarbe ab. Die Farbkonstanz des menschlichen Sehsinns zeigt sich beim automatischen Weißabgleich und in Wahrnehmungstäuschungen.
- Genetische Unterschiede beim Farbsehen sowie mögliche Farbfehlsichtigkeiten bis hin zur vollständigen Farbunfähigkeit und auch Hirnläsionen nach Schlaganfällen oder Unfällen beeinträchtigen die Vergleichbarkeit. So kann geringere Empfindlichkeit einer Zapfenart durchaus zu besserer Unterscheidung in bestimmten Bereichen des RGB-Farbraumes gegenüber Normalsichtigen führen. Die normierte Vorgabe zeigt somit ihre Schwäche.

Es existieren zwei technische Angaben, die für eine exakte Wiedergabe eines Farbtones erforderlich sind. Zum einen die Lage der Grundfarben (Rot, Grün, Blau) bei voller Anregung aller Kanäle, also die „Mitte“ des xy-Farbartdiagrammes, bei x = y = 1/3 oder den Werten R = G = B = 1. Diese Farbe wird als Referenzweiß bezeichnet. Zum anderen ist es die Beziehung zwischen der Spannung der Anregungsstrahlung (etwa Kathodenstrahlung) zum Farbergebnis und der abgegebenen Lichtleistung (angenähert durch Gamma, genaue Angabe durch eine Funktion abhängig von der angelegten Spannung). Der logarithmische Zusammenhang zwischen Farbvalenz und Farbreiz, wie er von Ewald Hering bestimmt wurde, geht in diese Formel ein.
Es ist also für eine gute Farbdarstellung wichtig zu wissen, welche RGB-Norm eingesetzt wurde.
Die beiden ersten technischen Angaben sind in Normen für alle Hersteller festgelegt. Allerdings sind die Normungen der RGB-Farbräume in verschiedenen Gremien in Amerika (FCC, ATSC), Europa (EBU) und Japan unterschiedlich.

## Grenzen
Ein RGB-Farbraum ist ein auf wenige, definierte Parameter begrenzter Ausschnitt der Wirklichkeit. Die Wahrnehmung eines „bunten“ Lichtes, einer „Oberfläche“, umfasst weitere Effekte. So könnte die Definition einer Farbe durch drei Zahlen die falsche Erwartung wecken, eine Farbe wäre in ihrer Wahrnehmung absolut bestimmt. Tatsächlich ist die Farbwirkung einer numerisch bestimmten RGB-Farbe dagegen vom konkret vorhandenen technischen System abhängig, das diese Farbe wiedergibt oder aufnimmt, und von den internen und externen Umgebungsbedingungen.
Ein Beispiel:

Der subjektive Einfluss der Helligkeit. Beide Farbflächen sind in RGB = {D1,86,00} ≈ orange dargestellt, der Eindruck „Braun“ entsteht durch die Annahme einer dort helleren Beleuchtung. Jene die farbigen Flächen umgebenden Grautöne sind identisch (RGB = {70,70,70}).

Die Farbwerte 100 % Rot, 50 % Grün und 0 % Blau (rgb = 255,127,0) ergeben ein Orange, die Nuance des Orange kann trotz guter Voreinstellung auf verschiedenen Wiedergabegeräten sehr unterschiedlich aussehen.
|                                | Dieses Orange könnte auf verschiedenen Bildschirmen unterschiedlich aussehen. |
| ------------------------------ | --- |
| Rot, Grün, Blau = hex{#FF8000} | Dies sollte der Fall sein, wenn das gleiche Signal auf benachbarte Kathodenstrahlröhre und Flüssigkristallbildschirm gelegt wird. Benachbart: damit die Farben besser vergleichbar sind. |

Sind der genaue Farbraum des Aufnahmesystems und der Farbraum des Wiedergabesystems bekannt und bleiben sie konstant, kann durch eine Umrechnung des Farbraumes eine dem Original weitgehend angenäherte Darstellung erreicht werden. Probleme bereiten Displays, die eine variierende, wie richtungs- oder temperaturabhängige Farbdarstellung aufweisen.

### Farbkorrektur
Um vorhersagbare Farben in RGB-Systemen zu erhalten, sind Farbkorrekturmethoden nötig. Es finden Profile Verwendung, die beschreiben, wie Farben aussehen und damit den Farbraum für verschiedene Geräte umrechenbar machen. Typische Farbprofile, Betriebs-RGB-Räume, sind sRGB (standard RGB) oder Adobe-RGB für allgemeine Computerperipherie wie Monitore und Digitalkameras und ECI-RGB für den Einsatz im grafischen Gewerbe, zum Beispiel in der professionellen Bildbearbeitung. Ein angestrebtes Ziel ist der Wide-Gamut-RGB, der einen maximal erreichbaren Farbumfang definiert, der zu seiner Darstellung noch der Lösung harrt. Für Transformation innerhalb des RGB-Farbraumes, also zwischen Betriebs-RGB-Räumen oder zwischen Geräte-RGB-Räumen werden 3×3-Matrizen genutzt. Eine andere Möglichkeit sind LUT (englisch: Look-up-Table) die in Listenform Wertezuordnungen (Transformationstabellen) von (R,G,B)Quelle auf (R,G,B)Ziel enthalten. Zwischen den Stützstellen kann linear interpoliert werden. ICC-Profile sind solche (standardisierten) Hilfsmittel.